# Villa Machelon
Pour les articles homonymes, voir Machelon.
La villa Machelon à Biarritz, une des plus anciennes dans la ville, date du XIXe siècle. En 1921, la villa a été achetée par le prince Alexandre d'Oldenbourg qui y a vécu jusqu'à sa mort. Après la Seconde Guerre mondiale, la villa Machelon a été transformée en résidence tandis que son terrain de 7 hectares a été loti et ensuite vendu.